# Mary Brant
Koñwatsiãtsiaiéñni („Der eine Blume geliehen wurde“) oder Mary (Molly) Brant (auch Gonwatsijayennin, Degonwadonti, Tekonwatonti) (* 1736 (?); † 16. April 1796 in Kingston, Ontario, Kanada) war eine Mohawk-Anführerin und die ältere Schwester von Joseph Brant. Beide hatten großen Einfluss während des Amerikanischen Unabhängigkeitskrieges als britische Loyalisten.
Am 24. November 1994 ehrte die kanadische Regierung, vertreten durch den für das Historic Sites and Monuments Board of Canada zuständigen Minister, Tekonwatonti und erklärte sie zu einer „Person von nationaler historischer Bedeutung“.

## Leben
Mary Brant lebte mit William Johnson, dem Superintendenten für indianische Angelegenheiten im Mohawk Valley in der Kolonie New York, zusammen („Common-law marriage“), sie hatten acht gemeinsame Kinder, Peter, Elizabeth, Magdalene, Margaret, George, Mary, Susanna und Anne. In seinem Testament bezeichnet er sie aber nur als sorgsamen und treue Haushälterin.
Mary Brant wird die Weitergabe von Informationen an die Briten zum Vorteil in der Schlacht von Oriskany und die Unterstützung der Sache der Loyalisten zugeschrieben, was sie zur Flucht vor den Amerikanern nach Westen zu den Cayuga und schließlich nach Kanada zwang. Dort war sie weiter Anführerin der Führerinnen der Sechs Nationen und sorgte dafür, dass vier der sechs Haudenosaunee-Nationen loyal zum Königreich Großbritannien standen. Nach dem Krieg zog sie nach Kingston (Ontario), wo sie von der britischen Regierung ein Haus und eine hohe Pension erhielt.

## Familienstammbaum
```
Owandah/Margaret von den Haun (Irokesen)
=Peter Tehonwaghkwangeraghkwa von den Mohawk
│
├──────────────────────────────────┐
│                                  │
│                                  │
Degonwadonti/Molly Thayendanegea/Joseph
+Warraghiyagey/Sir 
William Johnson

│
├──────┬──────────┬──────────┬─────────┬─────┬─────┬────────┐
│      │          │          │         │     │     │        │
│      │          │          │         │     │     │        │
Peter Elizabeth Magdalene Margaret  │     Mary Susanna Anne
                                       │
                                       Tekahiowake/George Jacob Johnson, 1758–1843.
                                      +?
                                       │
                                       │
  Sakayengwaraton/Häuptling 
John Smoke Johnson
, 1783–1886.
 +Helen Martin. ????–1866.
  │
  │
  Onwanosyshon/Häuptling George Johnson, 1816–1884.
 +Emily (Heirat 1853)
  │
  ├───────────────┬──────────────────┬──────────────────────────┐
  │               │                  │                          │
  │               │                  │                          │
  Henry Beverly Eva (Eliza Helen) Allen Wawanosh (1858–1923) Tekahionwake/Pauline
  1854–1894       1856–1937         +Floretta Maracle 1861–1913.
```